# Bahnstrecke Düren–Heimbach
| |                      |                                         |                                         |
| Streckennummer (DB): | 9306 (ex 2584)       |                                         |                                         |
| Kursbuchstrecke (DB): | 484                  |                                         |                                         |
| Kursbuchstrecke: | 247e (1946)          |                                         |                                         |
| Streckenlänge: | 30,0 km              |                                         |                                         |
| Spurweite: | 1435 mm (Normalspur) |                                         |                                         |
| Streckenklasse: | D 4                  |                                         |                                         |
| Maximale Neigung: | 13 ‰                 |                                         |                                         |
| Minimaler Radius: | 179 m                |                                         |                                         |
| Streckengeschwindigkeit: | 70 km/h              |                                         |                                         |
| |                      |                                         |                                         |
| \| \| \| Strecke von Jülich \| \| \| \| \| SFS und S-Bahn-Strecke von Köln \| \| \| \| \| Bördebahn von Euskirchen (niveaugleich) \| \| \| \| \| Strecke von Distelrath \| \| \| \| 0,0 \| Düren \| Düren \| \| \| \| DKB-Straßenbahn Düren – Kreuzau \| \| \| \| \| \| \| \| \| \| SFS nach Aachen \| \| \| \| 1,8 \| Düren Annakirmesplatz \| Düren Annakirmesplatz \| \| \| \| DKB-Straßenbahn Düren – Rölsdorf \| \| \| \| 3,0 \| Düren Neumühl (Anst) \| Düren Neumühl (Anst) \| \| \| 3,6 \| Düren-Kuhbrücke \| Düren-Kuhbrücke \| \| \| 4,6 \| Lendersdorf \| Lendersdorf \| \| \| 5,0 \| Düren Renkerstraße \| Düren Renkerstraße \| \| \| 5,8 \| Niederau-Tuchmühle \| Niederau-Tuchmühle \| \| \| 6,4 \| Friedenau (Anst) \| Friedenau (Anst) \| \| \| \| DKB-Straßenbahn Düren – Kreuzau \| \| \| \| 7,3 \| Kreuzau \| Kreuzau \| \| \| 8,2 \| Kreuzau Eifelstraße \| Kreuzau Eifelstraße \| \| \| 10,2 \| Üdingen \| Üdingen \| \| \| 12,0 \| Untermaubach-Schlagstein \| Untermaubach-Schlagstein \| \| \| 13,9 \| Obermaubach \| Obermaubach \| \| \| 18,7 \| Zerkall \| Zerkall \| \| \| \| Rur \| \| \| \| 19,7 \| Nideggen-Brück \| Nideggen-Brück \| \| \| 22,7 \| Abenden \| Abenden \| \| \| \| Rur \| \| \| \| 25,3 \| Blens \| Blens \| \| \| 26,8 \| Hausen (b Düren) \| Hausen (b Düren) \| \| \| 30,0 \| Heimbach (Eifel) \| Heimbach (Eifel) \| \| \| \| \| \| \| Quellen: [1][2][3] \| \| \| \| |                      |                                         |                                         |
| Strecke |                      | Strecke von Jülich                      | Strecke von Jülich                      |
| Verschwenkung von links · Verschwenkung von links |                      | SFS und S-Bahn-Strecke von Köln         | SFS und S-Bahn-Strecke von Köln         |
| Abzweig geradeaus und von links · Kreuzung |                      | Bördebahn von Euskirchen (niveaugleich) | Bördebahn von Euskirchen (niveaugleich) |
| Strecke · Abzweig geradeaus und ehemals von links |                      | Strecke von Distelrath                  | Strecke von Distelrath                  |
| Kopfbahnhof Strecke ab hier außer Betrieb · Bahnhof mit S-Bahn-Halt | 0,0                  | Düren                                   | Düren                                   |
| Strecke (außer Betrieb) · Kreuzung mit U-Bahn geradeaus oben (Querstrecke außer Betrieb) |                      | DKB-Straßenbahn Düren – Kreuzau         | DKB-Straßenbahn Düren – Kreuzau         |
| Verschwenkung nach links (Strecke außer Betrieb) · Verschwenkung nach rechts |                      |                                         |                                         |
| Abzweig geradeaus und nach rechts |                      | SFS nach Aachen                         | SFS nach Aachen                         |
| Haltepunkt / Haltestelle | 1,8                  | Düren Annakirmesplatz                   | Düren Annakirmesplatz                   |
| Kreuzung mit U-Bahn (Querstrecke außer Betrieb) |                      | DKB-Straßenbahn Düren – Rölsdorf        | DKB-Straßenbahn Düren – Rölsdorf        |
| Blockstelle | 3,0                  | Düren Neumühl (Anst)                    | Düren Neumühl (Anst)                    |
| Haltepunkt / Haltestelle | 3,6                  | Düren-Kuhbrücke                         | Düren-Kuhbrücke                         |
| Bahnhof | 4,6                  | Lendersdorf                             | Lendersdorf                             |
| Haltepunkt / Haltestelle | 5,0                  | Düren Renkerstraße                      | Düren Renkerstraße                      |
| Haltepunkt / Haltestelle | 5,8                  | Niederau-Tuchmühle                      | Niederau-Tuchmühle                      |
| ehemalige Blockstelle | 6,4                  | Friedenau (Anst)                        | Friedenau (Anst)                        |
| Kreuzung mit U-Bahn geradeaus unten (Querstrecke außer Betrieb) |                      | DKB-Straßenbahn Düren – Kreuzau         | DKB-Straßenbahn Düren – Kreuzau         |
| Bahnhof | 7,3                  | Kreuzau                                 | Kreuzau                                 |
| Haltepunkt / Haltestelle | 8,2                  | Kreuzau Eifelstraße                     | Kreuzau Eifelstraße                     |
| Haltepunkt / Haltestelle | 10,2                 | Üdingen                                 | Üdingen                                 |
| Bahnhof | 12,0                 | Untermaubach-Schlagstein                | Untermaubach-Schlagstein                |
| Haltepunkt / Haltestelle | 13,9                 | Obermaubach                             | Obermaubach                             |
| Haltepunkt / Haltestelle | 18,7                 | Zerkall                                 | Zerkall                                 |
| Brücke über Wasserlauf |                      | Rur                                     | Rur                                     |
| Bahnhof | 19,7                 | Nideggen-Brück                          | Nideggen-Brück                          |
| Haltepunkt / Haltestelle | 22,7                 | Abenden                                 | Abenden                                 |
| Brücke über Wasserlauf |                      | Rur                                     | Rur                                     |
| Haltepunkt / Haltestelle | 25,3                 | Blens                                   | Blens                                   |
| Haltepunkt / Haltestelle | 26,8                 | Hausen (b Düren)                        | Hausen (b Düren)                        |
| Kopfbahnhof Streckenende | 30,0                 | Heimbach (Eifel)                        | Heimbach (Eifel)                        |
| |                      |                                         |                                         |
| Quellen: |                      |                                         |                                         |

Die Bahnstrecke Düren–Heimbach (regional auch Rurtalbahn oder Rurtalstrecke genannt) von Düren nach Heimbach erschließt die Rureifel. Neben der Bedeutung für den öffentlichen Personennahverkehr (ÖPNV) hat diese Strecke (insbesondere an Wochenenden und Feiertagen) eine große Relevanz für den Tourismus.

## Geschichte

### Erste Planungen
Bereits kurz nach dem Bau der Eisenbahnstrecke Köln – Düren – Aachen durch die Rheinische Eisenbahngesellschaft gründete sich 1846 in Düren ein Eisenbahnkomitee. Dieses hatte den Bau einer Strecke von Düren nach Trier zum Ziel. Die Linienführung sollte dem Rurtal bis Heimbach folgen und weiter über Schleiden in Richtung Eifel verlaufen. Strittig war zu dieser Zeit vor allem die Anbindung der Eifelstrecke an die Düren-Schleidener Bahn. Bedenken gab es auch von Seiten der Kölner Handelskammer bezüglich einer Linienführung der Eifelstrecke über Düren und Schleiden, hier wurde eine direkte Verbindung über Euskirchen bevorzugt. Schließlich wurde die Eifelstrecke der Rheinischen Eisenbahn über Euskirchen statt via Heimbach und Schleiden gebaut.

### Bau der Strecke
In den 1880er Jahren wurde von Seiten der örtlichen Industrie, Handel, Handwerk und Landwirtschaft wieder verstärkt der Bau einer Eisenbahnstrecke im Rurtal gefordert. Schließlich erging 1889 die Genehmigung zum Bau einer Bahnstrecke von Düren nach Kreuzau. Am 1. Juni 1892 wurde der Personenverkehr bis Kreuzau durch die Preußischen Staatseisenbahnen aufgenommen. Weiter ruraufwärts ging es nur zu Fuß oder per Pferdefuhrwerk.
Die Industriebetriebe im oberen Rurtal, aber unter anderem auch der Eifelverein, drängten weiter auf eine Verlängerung der Strecke nach Heimbach, welche 1896 vom Preußischen Abgeordnetenhaus genehmigt wurde. Allerdings verschleppte sich der Weiterbau noch um Jahre. Auf energisches Drängen von Stadtrat und Kreistag Düren wurden die Arbeiten 1902 begonnen. Aufwändig waren vor allem zwei Brücken über die Rur bei Zerkall und Abenden. Aber auch die zum Teil nur sehr geringe Breite des Rurtals zwischen Kreuzau und Üdingen sowie im weiteren Verlauf nach Heimbach machten größere Erdbewegungen erforderlich. Am 1. August 1903 konnte der Abschnitt bis Blens in Betrieb genommen werden. Da vor dem Bahnhof Heimbach noch einmal größere Felsmassen weggesprengt werden mussten, wurde der letzte Abschnitt von Blens nach Heimbach einen Monat später am 1. September 1903 eröffnet. Von Beginn an hatte die Bahnstrecke auch Bedeutung für den Tourismus im Rurtal.
Obwohl Heimbach ein Kopfbahnhof ist, wurde das Bahnhofsgebäude nicht zum Ort hin gelegen vor, sondern neben den Gleisen errichtet. Grund ist, dass beim Bau der Strecke die Option auf eine spätere Verlängerung entlang der Rur bis nach Monschau (Anschluss zur Vennbahn) nicht verbaut werden sollte. Auch der Bau der Rurtalsperre in den 1930er Jahren verhinderte diese Option nicht grundsätzlich: Auf den knapp 5 Kilometern vom Bahnhof Heimbach bis zur Staumauer hätte die Bahn durchgehend mit etwa 15 Promille bis zur Dammkrone ansteigen können, ein für Nebenstrecken in bergiger Gegend eher moderater Wert. Selbst die Erhöhung der Staumauer um 16 Meter in den 1950er Jahren hätte lediglich eine um 3,5 Promille größere Steigung erfordert. Allerdings wäre die Trassierung entlang des Rursees und über die Höhen bis Monschau sehr aufwendig und kostspielig geworden, so dass spätestens nach 1945 klar war, dass dieses Projekt angesichts des geringen Bedarfs nie realisiert werden würde.

### Wiederaufbau und Rationalisierung

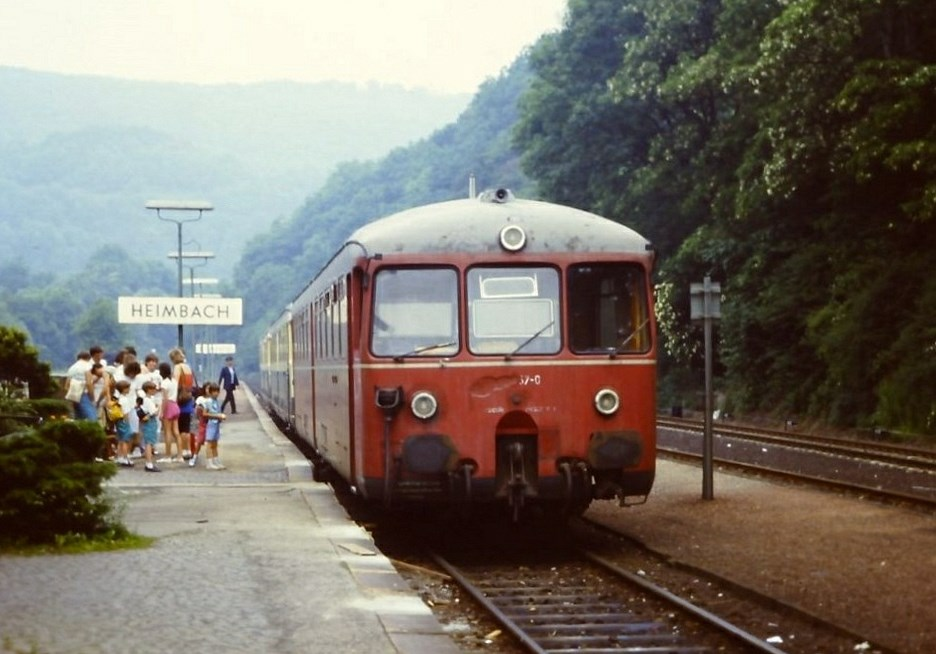
Akkutriebwagen der Baureihe 515 im Bahnhof Heimbach

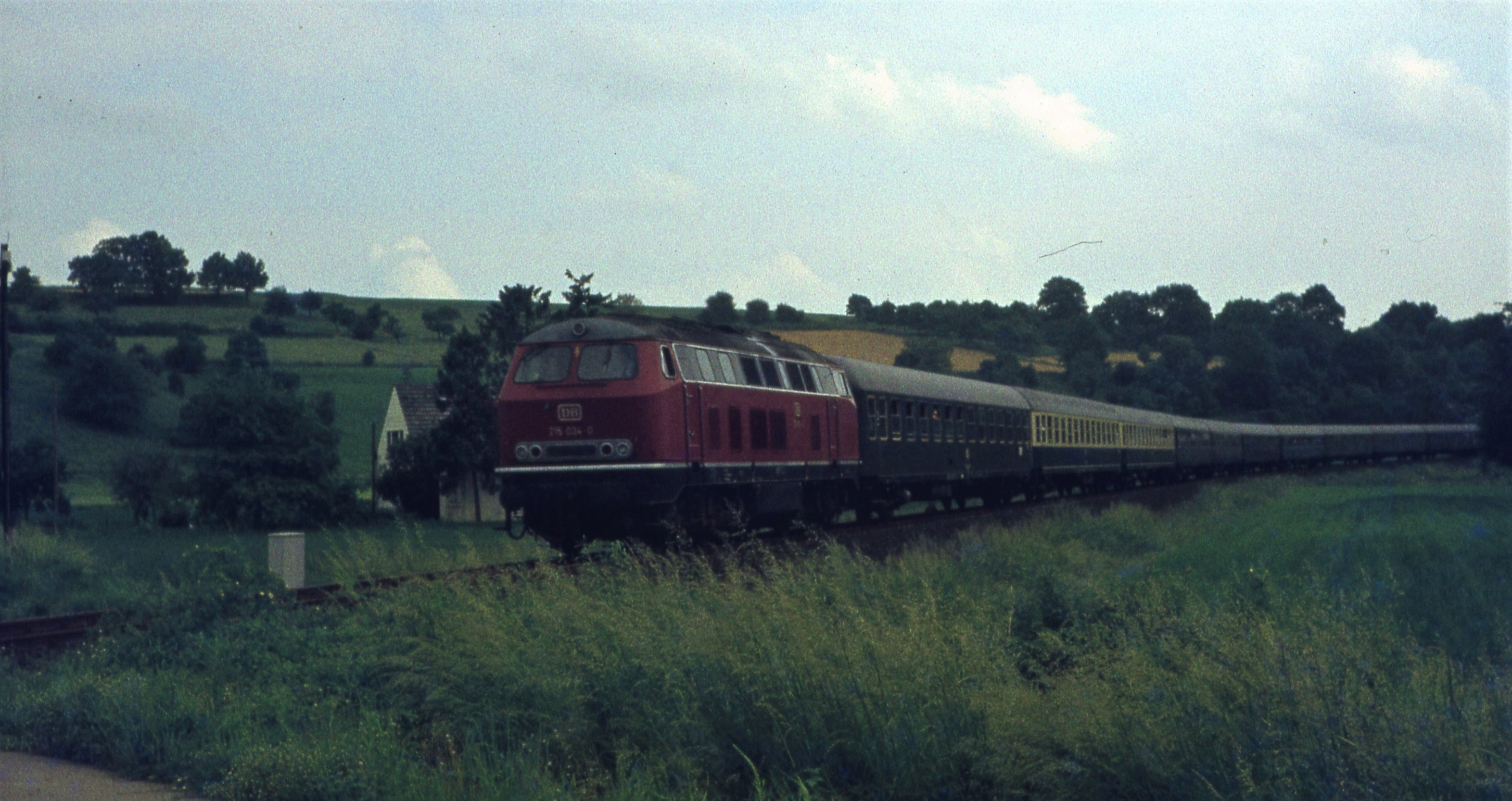
Sonderzug für eine Schule, gebildet aus Lok 215 034-0 und über 10 Schnellzug-Wagen, auf dem Weg nach Düren kurz vor Kreuzau, ca. 1978

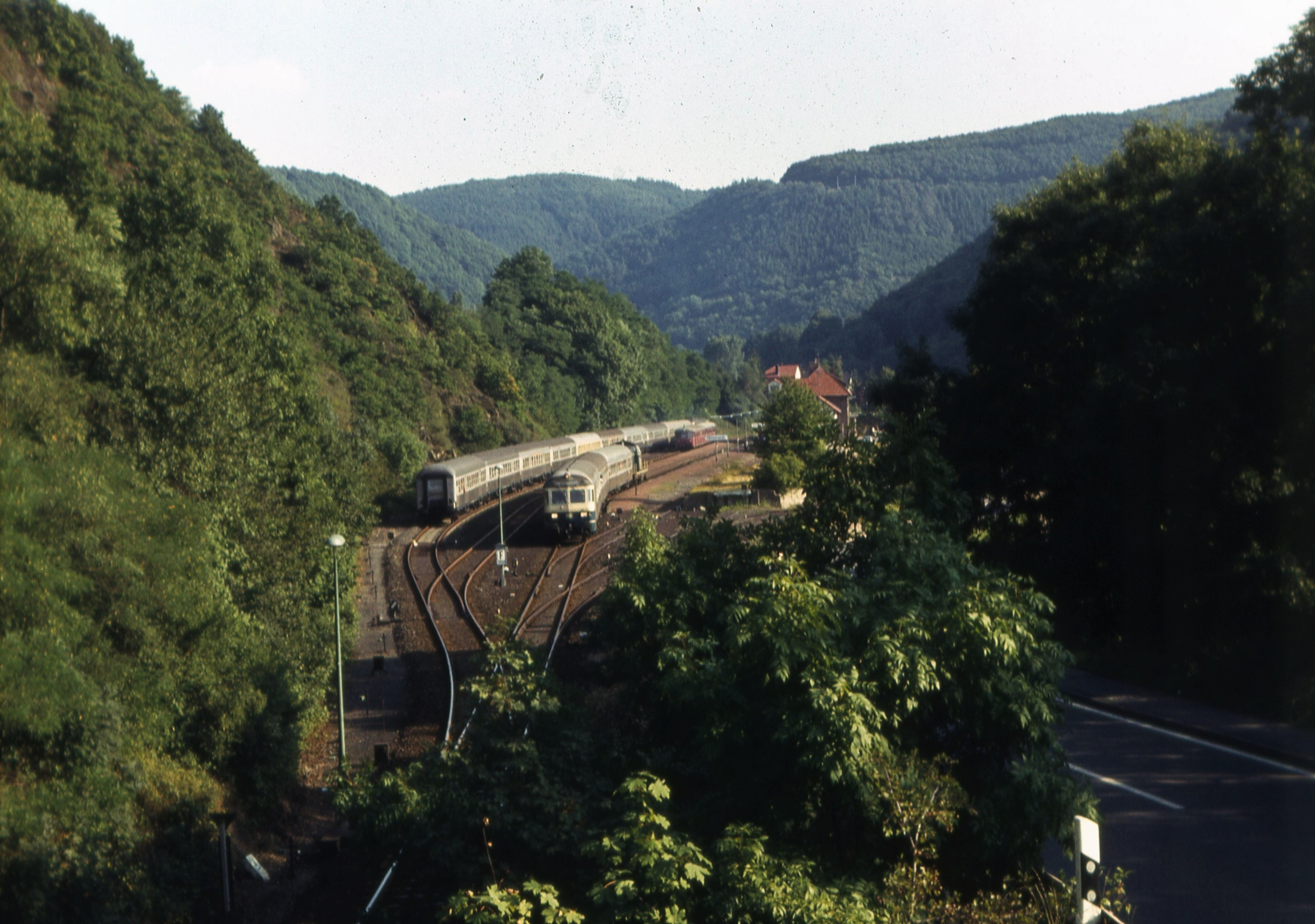
Bahnhof Heimbach mit 9-Wagen-Sonderzug (links), ausfahrendem Nahverkehrszug (Mitte) und Akkutriebwagen (hinten), 1984

Nach dem Zweiten Weltkrieg war die Strecke in einem recht desolaten Zustand. Im Kampf um den Rurübergang (Operation Grenade) sprengten Wehrmacht-Soldaten im Februar 1945 die zwei großen Rurbrücken bei Zerkall und Abenden. Der Wiederaufbau ging nur schrittweise voran, so konnte ab November 1945 die Strecke von Düren bis Friedenau kurz vor Kreuzau wieder befahren werden. Ab 1947 erreichten die Züge den damals neu eingerichteten Haltepunkt Zerkall. Eine Weiterfahrt in Richtung Nideggen war wegen der zerstörten Rurbrücke noch nicht möglich. Die Brücke wurde mit Mitteln aus dem Grenzlandfonds der Regierung wieder aufgebaut, im Mai 1950 wurde der Zugverkehr über Nideggen bis Abenden verlängert. Im Oktober 1950 wurde wieder Heimbach erreicht, nachdem auch die zweite Rurbrücke instand gesetzt war.
Ab 1956 wurde die gesamte Strecke im Zugleitbetrieb befahren, nachdem sämtliche Unterwegsbahnhöfe mit Rückfallweichen ausgestattet worden waren. Zugleiter war damals der Fahrdienstleiter des Bahnhofs Lendersdorf. Damit konnten auf den übrigen Bahnhöfen die Fahrdienstleiter entfallen, lediglich in Kreuzau verblieb noch ein Schrankenwärter. Später wurde die Zugleitung zum Bahnhof Kreuzau verlegt.
Ebenfalls Ende der 1950er Jahre wurden die von langsam beschleunigenden Dampflokomotiven gezogenen Züge auf modernere Dieseltraktion mit Uerdinger Schienenbussen, später auch Akkumulatortriebwagen der Baureihe 515 umgestellt. Im Schüler-, Berufs- und Ausflugsverkehr fuhren teilweise auch lokbespannte Garnituren mit Diesellokomotiven der Baureihe V 100. Diese zogen Nahverkehrswagen, zunächst Umbauwagen der Bauart B3yg, später sogenannte Silberlinge.
Bis zum Ende der 1960er Jahre verkehrten sogenannte Sonntagsausflugszüge zu speziellen Tarifen durchgehend von Aachen, Mönchengladbach (über Jülich) beziehungsweise Düsseldorf (über Grevenbroich) von und nach Heimbach, ein Umstieg in Düren war nicht erforderlich. Die Züge erreichten Heimbach am Sonntagvormittag zwischen 10:00 und 11:00 Uhr und verließen Heimbach wieder zwischen 18:30 und 19:30 Uhr. Zuletzt wurden diese Züge mit Akkutriebwagen gefahren. Doch auch werktags gab es bis in die 1980er Jahre zu bestimmten Uhrzeiten Züge, die ohne Umsteigezwang zwischen Heimbach und Jülich bzw. Düsseldorf (über Bedburg) verkehrten. Direktverbindungen mit Köln hingegen gab es praktisch nie und werktags mit Aachen ebenfalls nicht. Einzige Ausnahme war im Sommerfahrplan 1965 sonntagmittags ein einzelner Zug von Köln nach Heimbach ohne Gegenzug.
Häufig waren jedoch Sonderzüge, teils von Reisegesellschaften bestellt, teils von der Bundesbahn selbst organisiert, mit denen Tagesausflügler insbesondere aus den Ballungsräumen Nordrhein-Westfalens direkt nach Heimbach und abends wieder zurückgebracht wurden. Hinzu kamen von 1981 bis 1996 die Schienenbus-Sonderfahrten des Eisenbahn-Amateur-Klubs Jülich (EAKJ) sowie ab 1994 für einige Jahre die Dampfzüge der Dampfbahn Rur-Wurm-Inde (DRWI).
Die Strecke Düren–Heimbach war, ebenso wie die Bahnstrecke Jülich–Düren, eine Versuchsstrecke für die Erprobung des Zugbahnfunks B. Die Inbetriebnahme erfolgte am 5. August 1974.

### Niedergang

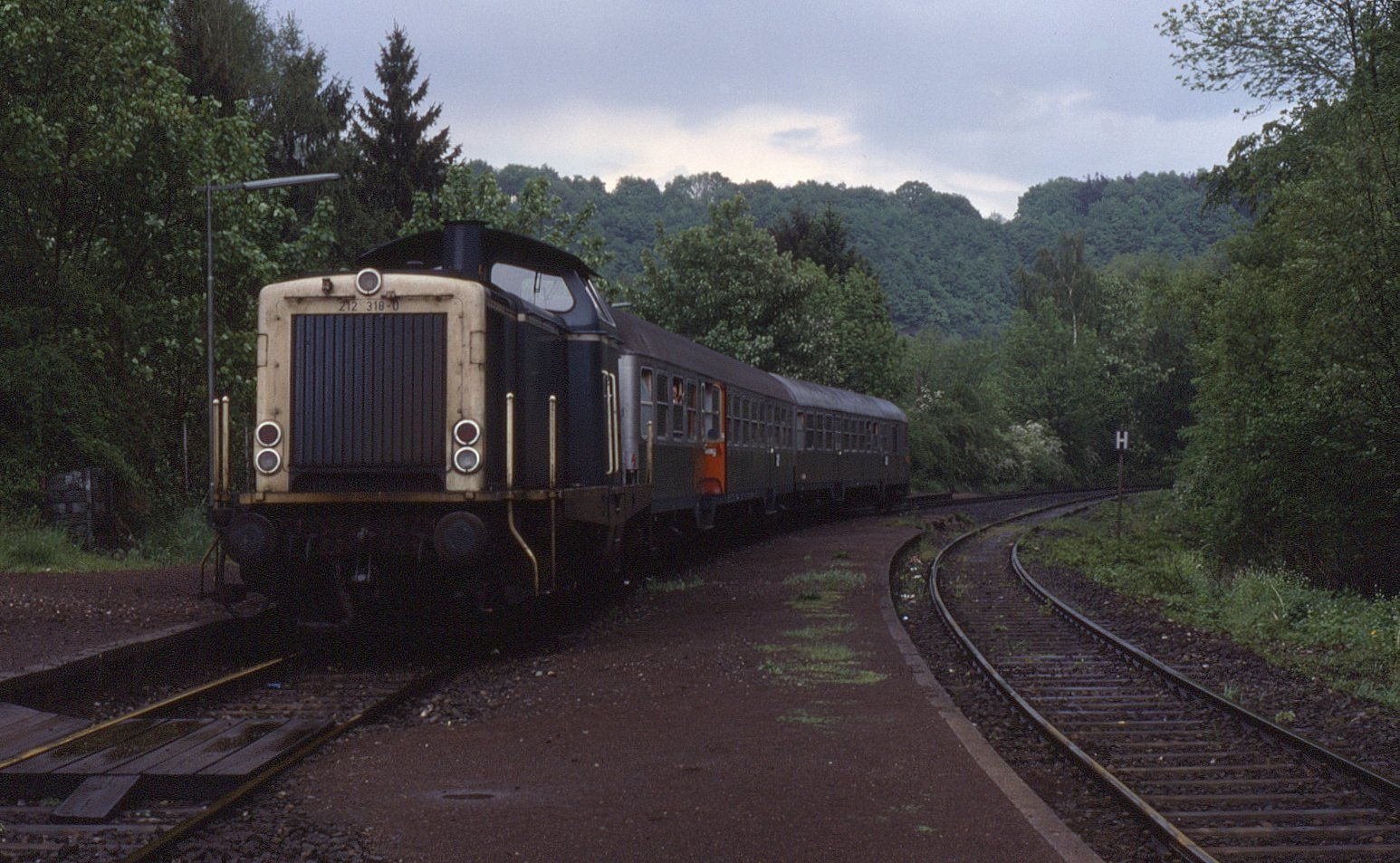
Personenzug mit Lokomotive der DB-Baureihe 212 und zwei n-Wagen 1990 in Untermaubach

Mit zunehmender Motorisierung war auch die Strecke Düren–Heimbach immer stärker dem Wettbewerb im Personen- und Güterverkehr ausgesetzt. Zum Sommerfahrplan am 1. Juni 1975 wurde der planmäßige Zugverkehr stark eingeschränkt. Neben einer allgemeinen Ausdünnung entfielen vor allem die Frühzüge von Düren nach Heimbach und die meisten Direktverbindungen von und nach Jülich beziehungsweise Neuss. Nur wenige der entfallenen Fahrten wurden auf die parallel führende Bahnbuslinie Düren–Heimbach verlagert.
Aufgrund der Diskussionen um die Stilllegung der Rurtalbahn entschieden sich die betroffenen Gemeinden, den bis zum Sommer 1977 mit Bussen bedienten Schülerverkehr wieder auf der Schiene anzubieten. Der daraus resultierende Andrang führte zu einem verstärkten Einsatz lokbespannter Züge. Zum Fahrplanwechsel im Mai 1978 wurden schließlich die Schienenbusse der Baureihe 795 ausgemustert und durch mit Dieselloks der Baureihe 211/212 bespannte Züge, teilweise mit Steuerwagen, ersetzt. Daneben verkehrten noch einzelne Zugpaare mit Akkumulatortriebwagen.
Das Jubiläum zum 75-jährigen Bestehen der Bahnstrecke im Jahr 1978 war aber von der drohenden Stilllegung geprägt, was sogar im Grußwort des damaligen Aachener Generalvertreters der Bundesbahndirektion Köln in der Jubiläumsfestschrift erwähnt wurde.

### Regionalisierung und Ausbau

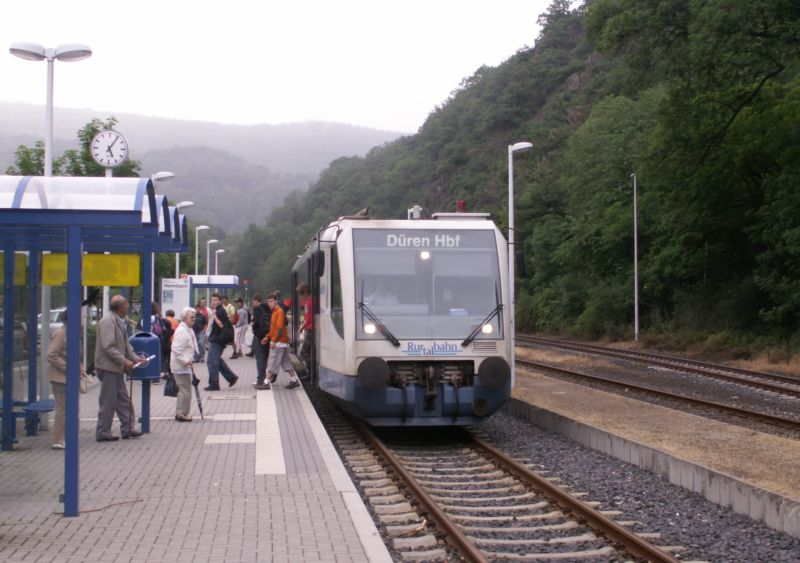
Triebwagen der Rurtalbahn in Heimbach

Um die Stilllegung der Rurtalbahn zu vermeiden, führte der Kreis Düren langwierige Verhandlungen mit der Deutschen Bundesbahn, welche letztlich Erfolg hatten. So konnte die Dürener Kreisbahn (DKB) im Juni 1992 als erste Eisenbahngesellschaft in Nordrhein-Westfalen von der Bundesbahn eine Eisenbahnstrecke zum symbolischen Preis von 1 DM erwerben. Damit war der Kreis Düren ein Vorreiter bei der Regionalisierung des Schienenpersonennahverkehrs, noch vor der Bahnreform 1994.
Am 25. März 1993 begann der Probebetrieb auf der Strecke mit modernisierten Uerdinger Schienenbussen der DKB. Am 23. Mai 1993 ging der Betrieb offiziell von der Bundesbahn an die DKB über, die DKB führte hierbei einen Stundentakt ein. 1995 wurden die Schienenbusse durch neue RegioSprinter von DUEWAG ersetzt. Der Anfangsbetrieb war schwierig, so waren 1993 viele Züge unpünktlich, da manche der in die Jahre gekommenen Schienenbusse den Anforderungen nicht immer gewachsen waren. Doch nach und nach konnten durch die Modernisierung der Strecke und Bahnstationen, durch den Taktfahrplan sowie die neuen Triebwagen die Pünktlichkeit und die Akzeptanz bei der Bevölkerung erhöht und mehr Fahrgäste gewonnen werden. Die DKB schaffte es, die Fahrgastzahlen der Deutschen Bundesbahn um über 500 % zu steigern. Daher gilt die DKB beziehungsweise die Rurtalbahn als Präzedenzbeispiel für gelungenen regionalisierten Bahnverkehr.
Daneben wurde auch die Infrastruktur saniert und modernisiert. Hierdurch konnte die zulässige Streckengeschwindigkeit von 50 auf 70 km/h angehoben werden. Die Rückfallweichen an den Kreuzungsbahnhöfen wurden durch elektrisch fernbediente Weichen ersetzt. Gleichzeitig wurde die Sicherung der Strecke mit Hauptsignalen vorgenommen. Die Zugleitung wurde von Kreuzau zur zentralen Leitstelle der DKB im Bahnhof Distelrath verlegt, von wo der gesamte Zugverkehr auf den Strecken Düren–Heimbach und Düren–Jülich–Linnich gesteuert wurde. Diese Maßnahmen, neben dem Einsatz spurtstärkerer RegioSprinter, hatten zudem positive Auswirkungen auf die Fahrtzeiten. 1993 dauerte die Fahrt von Düren nach Heimbach noch etwa eine Stunde, inzwischen erreichen die Züge nach etwa 46 Minuten ihr Ziel.
Die Abteilung Schiene der Dürener Kreisbahn wurde schließlich zum 1. Januar 2003 als eigenständige Gesellschaft Rurtalbahn GmbH ausgegliedert, der Kreis Düren hält trotzdem weiterhin wesentliche Anteile dieser Bahngesellschaft und bleibt über die Dürener Kreisbahn – seit 2009 über die Beteiligungsgesellschaft des Kreises Düren – Eigentümer der Infrastruktur.

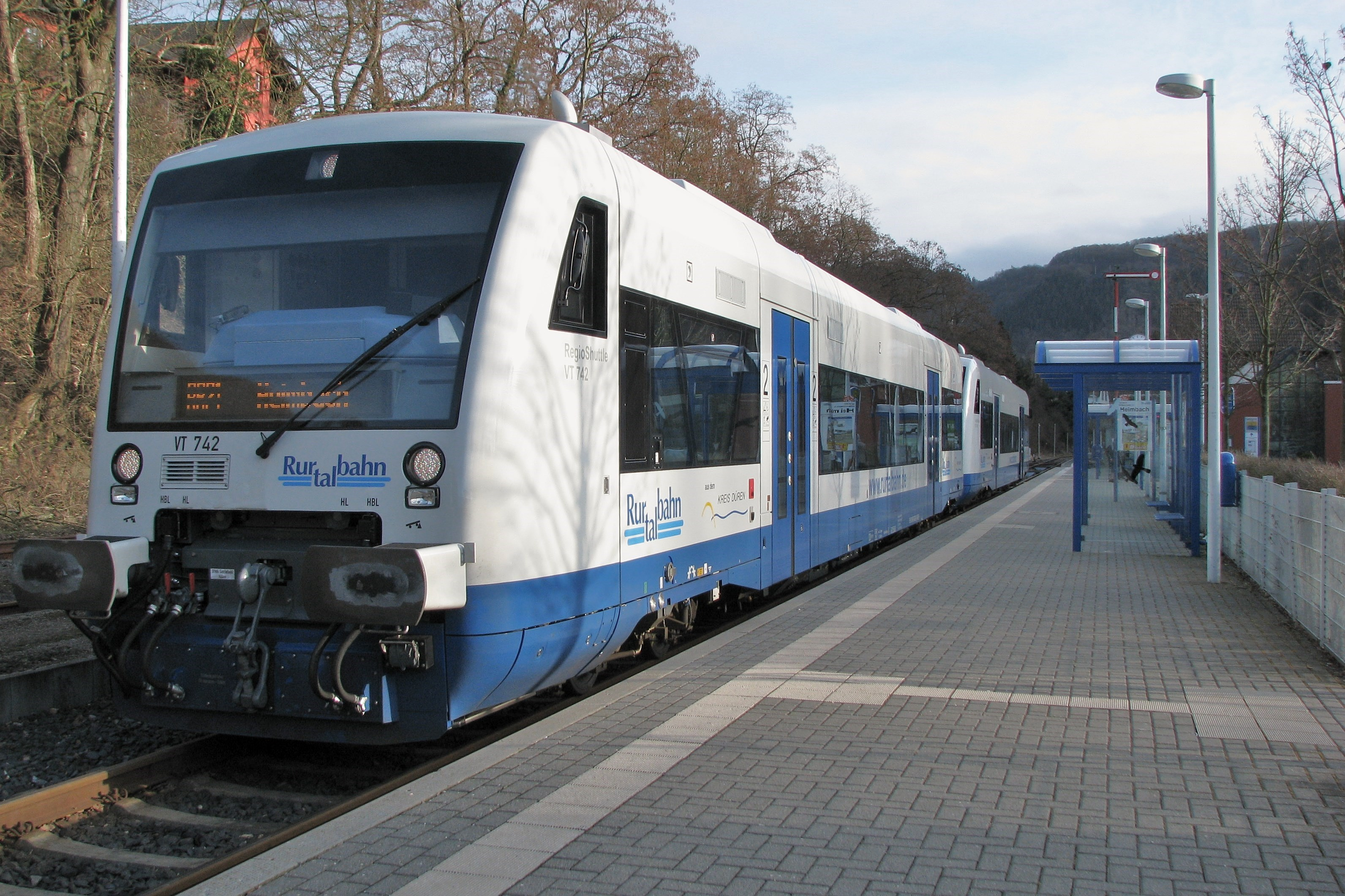
Zwei Stadler Regio-Shuttle RS1 (VT742+VT740) der Rurtalbahn im Bahnhof Heimbach

Bis April 2012 wurden für die Rurtalbahn fünf neue Fahrzeuge des Typs Stadler Regio-Shuttle RS1 beschafft, welche gegenüber den RegioSprintern eine deutliche Qualitätsverbesserung darstellen. Die klimatisierten Fahrzeuge sind mit einer behindertengerechten Toilette ausgestattet. Einstiegshöhe und Fahrzeuglänge entsprechen in etwa den Maßen der RegioSprinter, so dass keine Umbauten an den bereits modernisierten Bahnsteigen erforderlich waren.
Von 2004 bis 2015 fuhr auch die Euregiobahn zwischen April und Oktober an Sonn- und Feiertagen direkt von Heerlen und Alsdorf über Aachen und Düren nach Heimbach und zurück.

## Streckenbeschreibung
Bereits kurz nach dem Bahnhof Düren trifft die Strecke auf die Rur. Südlich von Düren beginnt die Rureifel und der landschaftlich reizvolle Nationalpark Eifel, hier folgt die Bahnstrecke kurvenreich dem namensgebenden Fluss.

### Bahnhof Düren

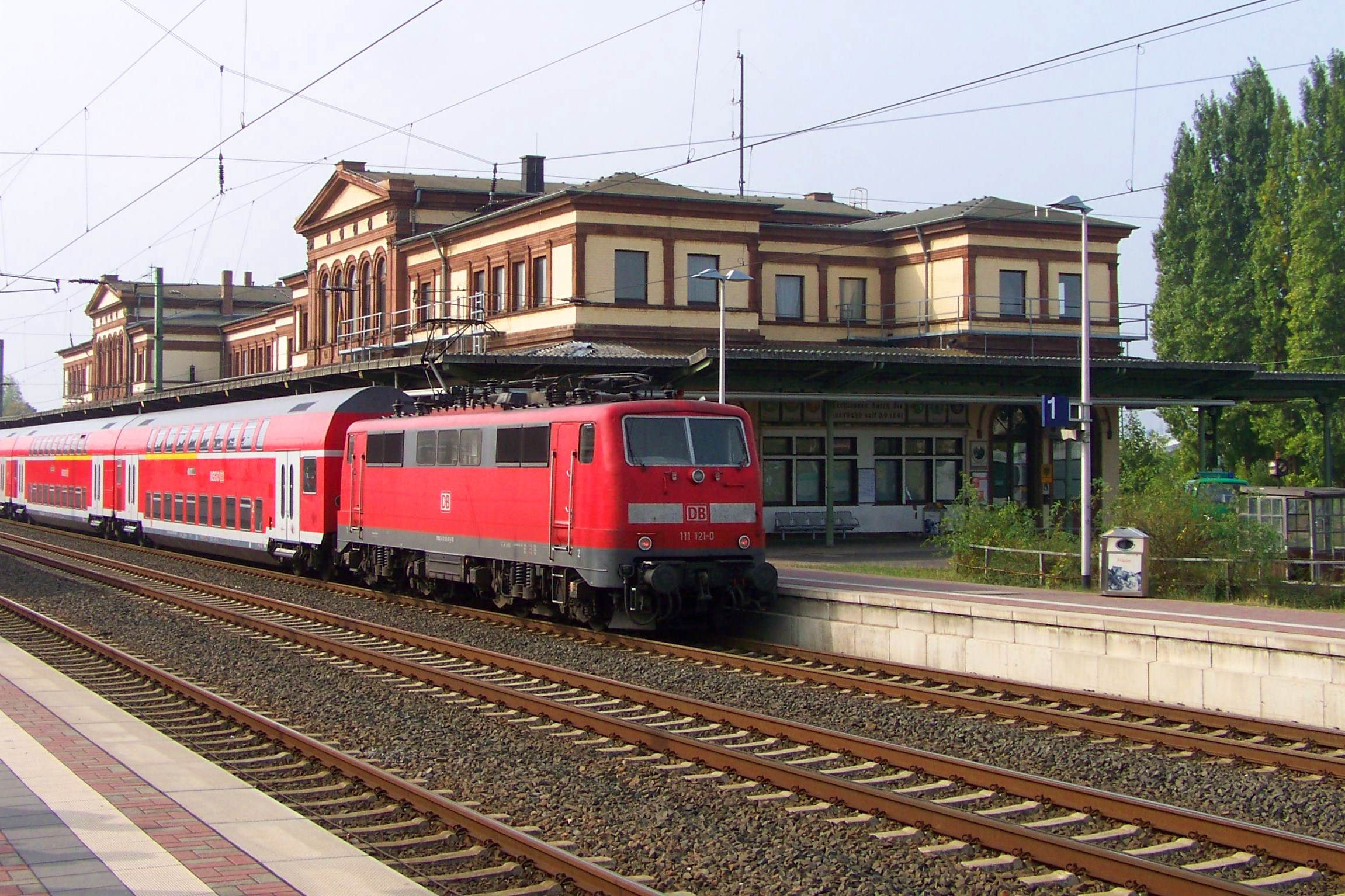
Regional-Express im Bahnhof Düren

Über die Bahnstrecke Köln–Aachen ist Düren mit seinem Bahnhof seit dem 6. September 1841 an das Eisenbahnnetz angeschlossen. Zwischenzeitlich lag der Inselbahnhof Düren an fünf Bahnstrecken: Neben der Strecke in Richtung Aachen oder Köln und der Bahnstrecke Jülich–Düren existiert noch die Bördebahn in Richtung Euskirchen, die regelmäßig am Wochenende im Personenverkehr befahren und im Güterverkehr bis Zülpich genutzt wird. Vom benachbarten Abzweig am Bahnhof Düren verläuft auch die Zufahrt zur Werkstatt der Rurtalbahn in Distelrath. Die frühere Bahnstrecke Düren–Neuss wurde 1995 zwischen Düren und Bedburg wegen des Tagebaus Hambach stillgelegt und abgebaut. Für durchgehende Züge von dieser Strecke auf die Bördebahn und umgekehrt befanden sich Stumpfgleise mit einer Drehscheibe direkt am Empfangsgebäude. Heute sind diese Gleisanlagen entfernt und das Areal eingezäunt.
Die Züge der Rurtalbahn von Heimbach erreichten den Bahnhof Düren unter Mitnutzung des durchgehenden Hauptgleises der Strecke von Aachen. Die Züge benutzten in der Regel das Gleis 21 auf der Nordseite oder das damalige Gleis 5 auf der Südseite des Bahnhofs. Durchgehende Züge von beziehungsweise nach Jülich fuhren von der Nordseite ab, normalerweise aus Gleis 21.
Im Zuge des Ausbaus der Strecke Köln–Aachen für den Hochgeschwindigkeits- und S-Bahn-Verkehr wurde der Bahnhof Düren Anfang der 2000er Jahre stark umgebaut. Im Südteil wurden die Bahnsteige komplett neu errichtet, die Züge der Rurtalbahn können seitdem den Bahnhof Düren (in der Regel am Gleis 4a) erreichen, ohne die Hauptstrecke von Aachen kreuzen zu müssen. Heute ist der Dürener Bahnhof betrieblicher Mittelpunkt der Dürener Kreisbahn, nachdem sie zum 1. April 2000 den Güterumschlag von der DB Cargo übernommen hat. Die Nordseite des Bahnhofs kann seit dem Abbau der nördlichen Verbindungsgleise aus Richtung Heimbach nicht mehr direkt erreicht werden.

### Haltepunkt Annakirmesplatz
Der Bedarfshaltepunkt Annakirmesplatz am Streckenkilometer 1,9 liegt an der Annakirmes, so dass hier zur Kirmeszeit ein hohes Fahrgastaufkommen herrscht. Bis 1995 hieß der Haltepunkt Düren Süd. Hier kreuzte bis etwa 1958 die Straßenbahn Düren – Rölsdorf die Bahnstrecke. Die Bahnsteige lagen ursprünglich jeweils nördlich und südlich der Aachener Straße. Nach der Übernahme wurde er wie alle anderen Haltepunkte der Strecke von der Rurtalbahn umgebaut und hat heute die typische Standardausstattung, wobei nur noch der nördliche Bahnsteig in Betrieb ist. Einige Hundert Meter südlich befindet sich seit März 2003 das Güterterminal für die Papierfabriken Kanzan und Zanders. Das entsprechende Anschlussgleis befindet sich in Höhe der Straße An der Garnbleiche.

### Haltepunkt Kuhbrücke
Dieser 1993 angelegte und 1997 ausgebaute Bedarfshaltepunkt liegt bei Streckenkilometer 3,6 an einem Bahnübergang, an welchem die Straße An der Kuhbrücke die Strecke kreuzt.

### Bahnhof Lendersdorf

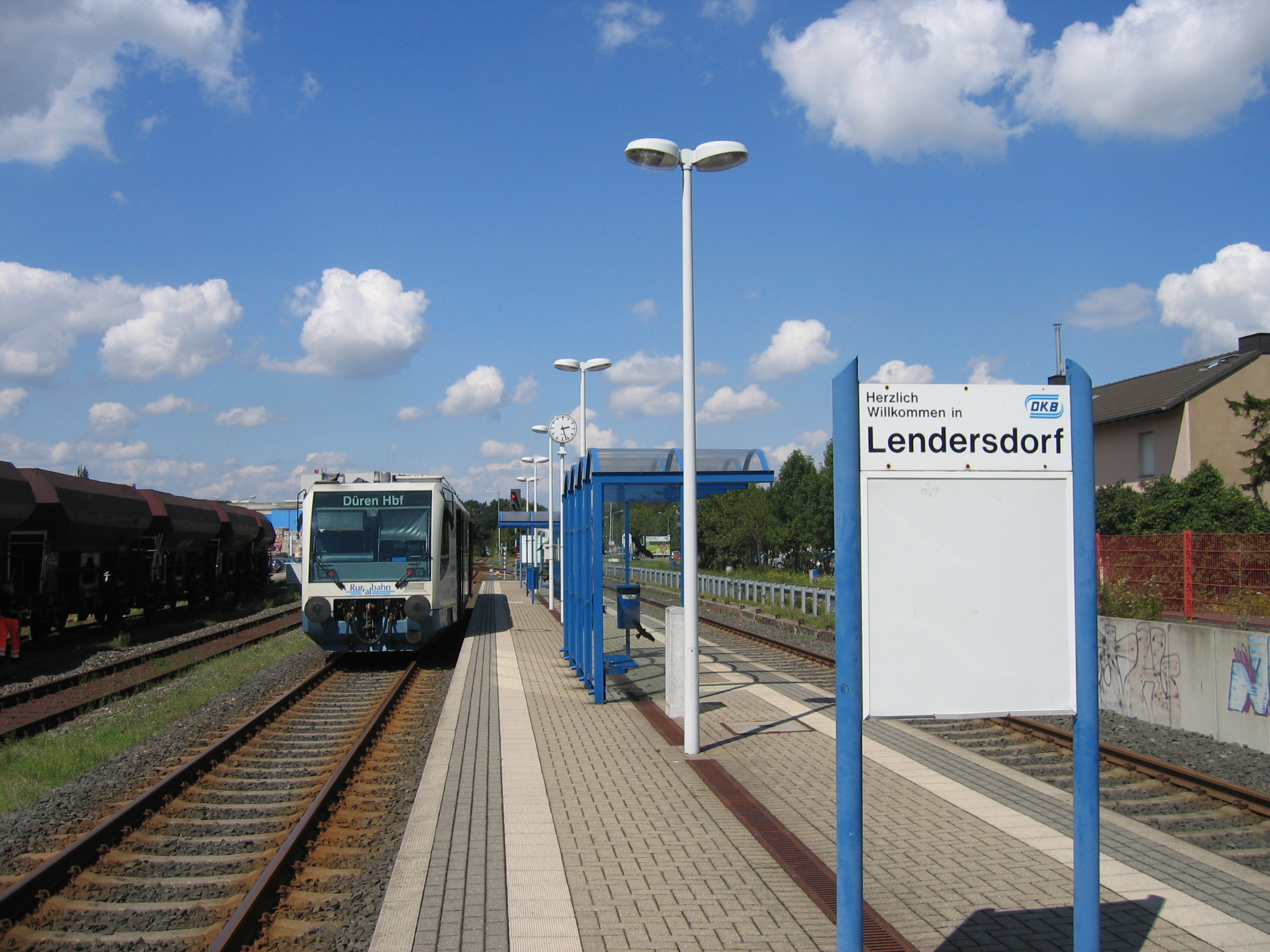
Bahnhof Lendersdorf

Der seit Bestehen der Strecke existierende Bahnhof Lendersdorf (km 4,6) ist gleichzeitig derzeitiger Endpunkt für den Güterverkehr der Rurtalbahn. In Lendersdorf sind das frühere Empfangsgebäude mit benachbartem Güterschuppen und das alte Stellwerk noch erhalten. Das Stellwerk ist heute in dieser Form nicht mehr in Betrieb und beherbergt wie auch der ehemalige Güterschuppen heute ein Fotostudio.
Der Personenverkehr wird mit den Regiosprintern an einem Inselbahnsteig abgewickelt, sie können hier halbstündlich kreuzen. Neben den beiden Bahnsteiggleisen befinden sich im Bereich des Bahnhofs zwei weitere Gleise für Rangierfahrten im Güterverkehr. Direkt gegenüber dem Haltepunkt befinden sich zwei Zufahrtsgleise für den Güterverkehr der Papierfabrik Schoellershammer. Werktags wird die Firma mit Braunkohle beliefert. Es wird angestrebt, die in direkter Nachbarschaft liegende Akzo-Chemie ebenso auf der Schiene zu bedienen.

### Haltepunkt Renkerstraße/Krankenhaus
Auch dieser erst im Jahr 2000 entstandene Bedarfshaltepunkt ist ein typischer Standardbau. Er befindet sich im Ort Niederau am Streckenkilometer 5,0.

### Haltepunkt Tuchmühle

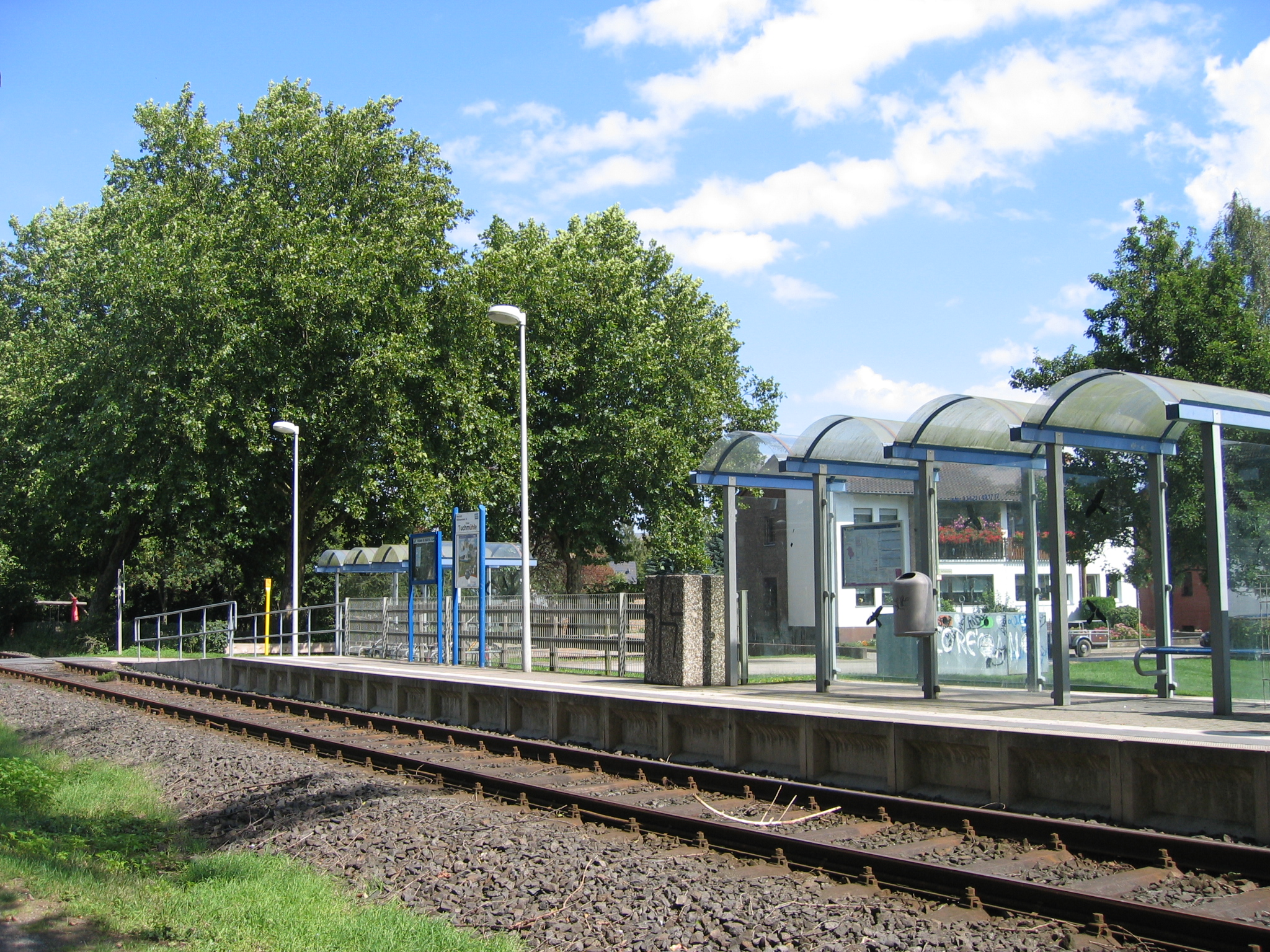
Haltepunkt Tuchmühle

Seit 1892 konnten die Niederauer die Eisenbahn nutzen, die am Lendersdorfer Bahnhof in Krauthausen hielt. Parallel dazu gab es bis zum Zweiten Weltkrieg eine elektrische Straßenbahn von Düren nach Kreuzau, welche 1945 durch eine Buslinie auf der gleichen Strecke ersetzt wurde. Mit der Inbetriebnahme des Haltepunkts Tuchmühle 1994 gibt es mit der Rurtalbahn wieder Schienenverkehr in Niederau. Dieser Bedarfshaltepunkt liegt am westlichen Ortsrand von Niederau an der Straße Tuchmühle bei km 5,8. Auch bei diesem 1993 eingerichteten Haltepunkt handelt es sich um einen Standardbau.

### Bahnhof Kreuzau
Quer durch das Gemeindegebiet von Kreuzau fährt die Rurtalbahn. Am Bahnhof Kreuzau ist heute noch das Empfangsgebäude aus den 1950er Jahren vorhanden, das nach der Zerstörung des ersten Empfangsgebäudes im Zweiten Weltkrieg neu gebaut wurde. Hier befand sich bis Mitte der 1990er Jahre die Zugleitung der Strecke, da der Bahnübergang direkt nördlich des Bahnhofs von einem örtlichen Schrankenwärter bedient werden musste. Heute wird das Gebäude als Restaurant genutzt. Ebenso ist noch der Güterschuppen des Bahnhofes erhalten, der heute nach massiven Umbauten als Jugendzentrum dient. Der neue 1997 umgestaltete Bahnhof (km 7,3) der Rurtalbahn besitzt heute zwei Gleise und einen Mittelbahnsteig, so dass dort Zugkreuzungen möglich sind. Hier hatte auch zeitweilig die Firma Hoesch auf Höhe der Straße Friedenau einen Gleisanschluss.

### Haltepunkt Eifelstraße
Im Bereich der Eifelstraße befindet sich der gleichnamige Bedarfshaltepunkt am Streckenkilometer 8,0. Hier wird nur auf Fahrgastwunsch gehalten.

### Haltepunkt Üdingen

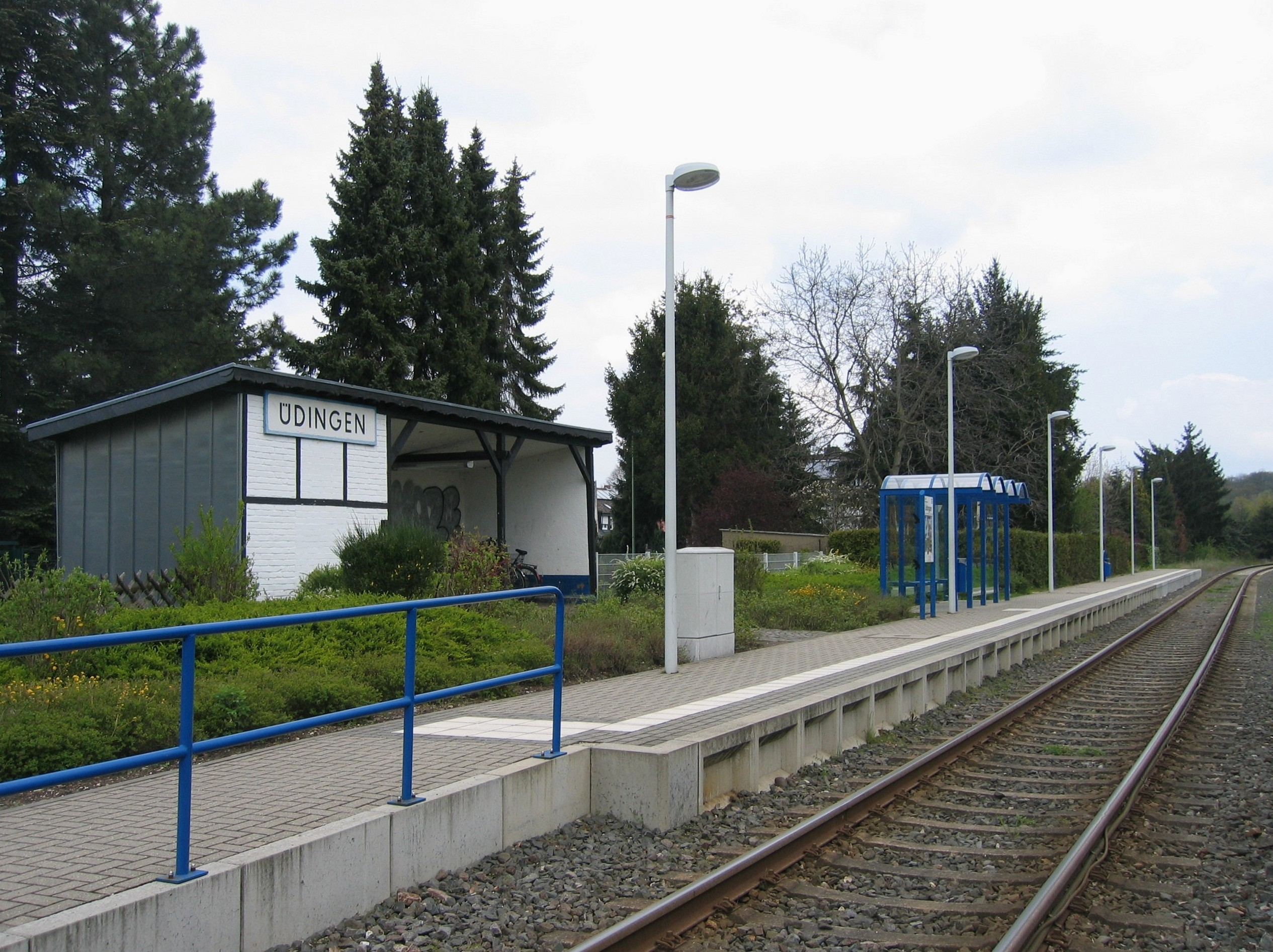
Haltepunkt Üdingen

Der Ort Üdingen hat einen Bedarfshaltepunkt am Streckenkilometer 10,2 parallel zum Dechant-Offermanns-Weg. Dieser Haltepunkt besteht seit Eröffnung der Strecke im Jahr 1903 und wurde nach der Übernahme durch die Rurtalbahn 1993 grundlegend umgebaut. Dabei blieb die alte Wartehalle aus Bundesbahnzeiten erhalten und wurde renoviert.

### Bahnhof Untermaubach-Schlagstein
Der Bahnhof Untermaubach-Schlagstein besteht seit 1903 am Kilometerpunkt 12,0. Bis 1999 trug der Bahnhof den Namen Untermaubach. Neben dem Empfangsgebäude mit Gastronomie gab es einen angebauten Güterschuppen im Fachwerkbau. Im Zweiten Weltkrieg wurden die Bahnhofsanlagen zerstört. Das Empfangsgebäude wurde nicht wieder aufgebaut, stattdessen wurde als Ersatz eine kleine Wartehalle eingerichtet, die auch heute wenige Schritte vom Haltepunkt entfernt erhalten blieb. Dieses Häuschen war bis 1948 ein Toilettenhäuschen des alten Bahnhofs. Heute hat der Bahnhof einen Inselbahnsteig und zwei Gleise, so dass hier ebenfalls Zugkreuzungen möglich sind. Der Bahnhof ist Endpunkt für den Halbstundentakt, während über Untermaubach-Schlagstein hinaus die Züge nur im Stundentakt verkehren. Es gibt Überlegungen, die nahegelegene Papierfabrik Metsä Tissue an die Schiene anzuschließen. Hierfür wäre allerdings eine neue Rurbrücke erforderlich.

### Haltepunkt Obermaubach

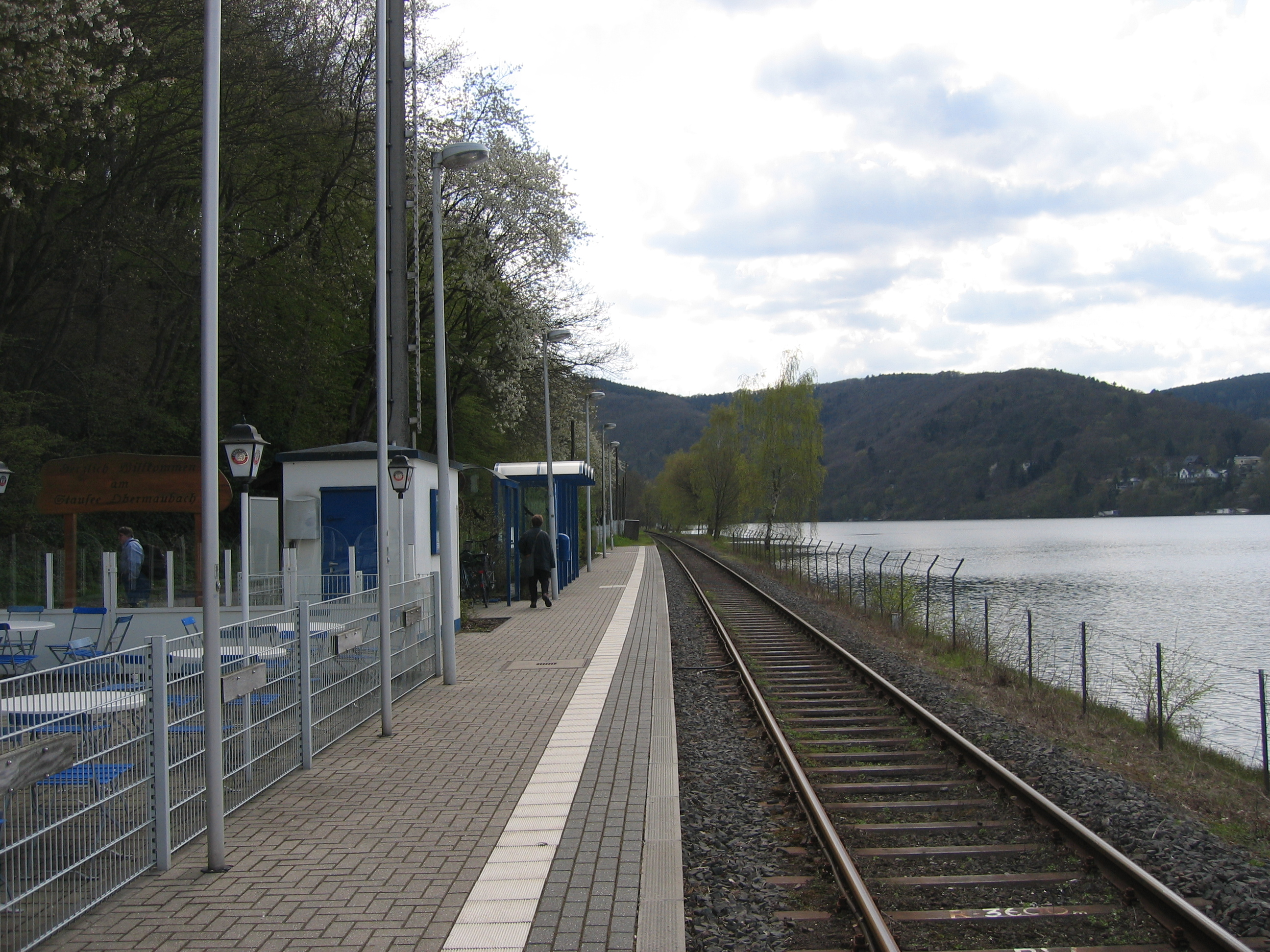
Haltepunkt Obermaubach

Der Bedarfshaltepunkt Obermaubach liegt direkt neben einem Ausflugslokal am Rand des Stausees Obermaubach und des Hürtgenwalds. Er hat die Streckenkilometrierung 13,9. Durch den Stausee ist die Strecke vom Ort getrennt. Eine Staumauerbrücke verbindet den Haltepunkt mit dem Ort. Wie in Zerkall handelt es sich auch um einen Standardbau der Rurtalbahn.

### Haltepunkt Zerkall
Der Bedarfshaltepunkt Zerkall (km 18,7) wurde 1947 eingerichtet und war bis Mai 1950 Endpunkt der Strecke. Er liegt am östlichen Ortsrand von Zerkall am Gut Laach auf dem Gebiet der Stadt Nideggen (obwohl Zerkall zur Gemeinde Hürtgenwald gehört). Auch hier handelt es sich wieder um einen Standardbau der Rurtalbahn.

### Bahnhof Nideggen-Brück

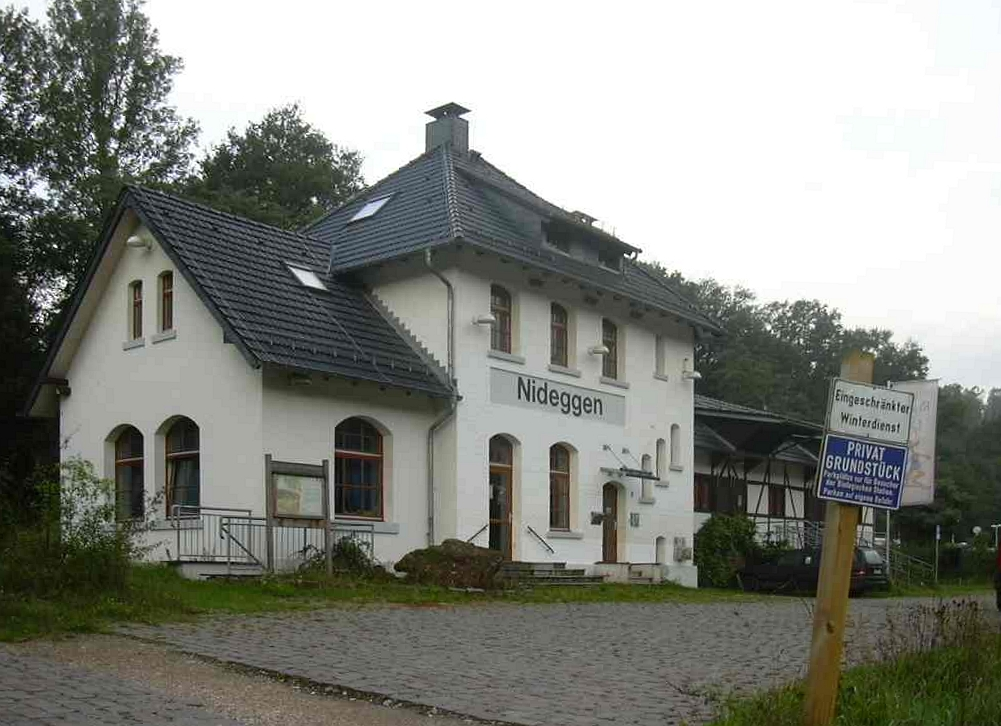
Bahnhof Nideggen-Brück mit Biologischer Station

Der Bahnhof Nideggen-Brück (km 19,7) liegt in der Ortschaft Brück und verfügt noch heute über ein renoviertes altes Empfangsgebäude, in dem sich die Biologische Station des Kreises Düren befindet. Angebaut an das Empfangsgebäude befindet sich der ebenfalls renovierte frühere Güterschuppen des Bahnhofs. Bis 1995 hieß der Bahnhof Nideggen.
Der neue Bahnsteig ist als Inselbahnsteig angelegt worden. Neben dem Streckengleis befinden sich hier ein Ausweich- und ein Stumpfgleis mit Prellbock. Wie an fast allen Stationen der Strecke ist auch hier ein kleiner Park-and-Ride-Parkplatz gebaut worden.

### Haltepunkt Abenden

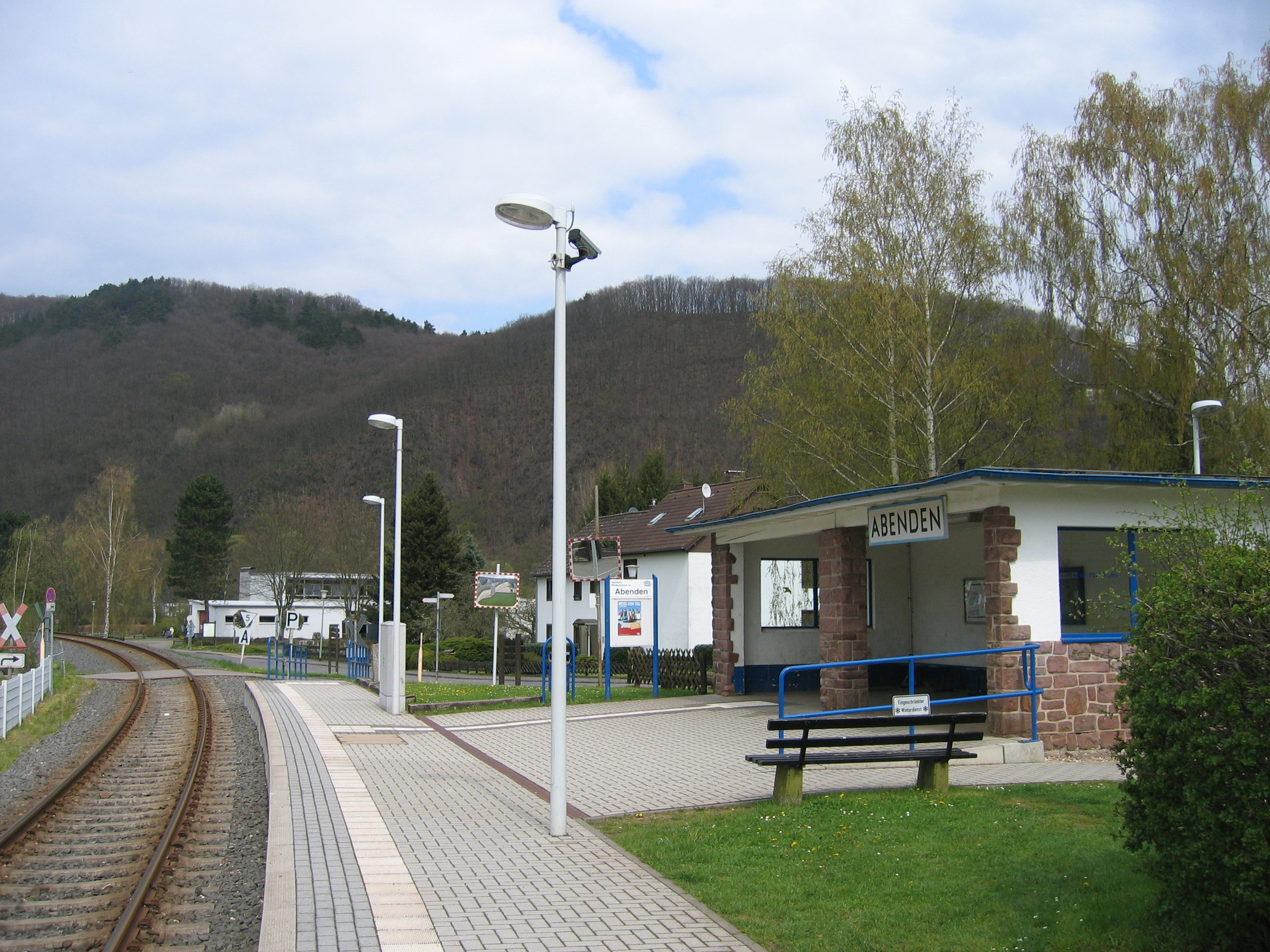
Haltepunkt Abenden

Der mit der Strecke eröffnete Haltepunkt Abenden liegt am Commweg am Kilometerpunkt 22,7 und weicht in seinem Aufbau von der Standardbauweise der Rurtalbahn ab. Hier wurde nach der Übernahme von der Bundesbahn nichts Neues errichtet. Anstelle der sonst üblichen Plexiglas-Wartehäuschen gibt es in Abenden seit der Inbetriebnahme der Strecke ein 1993 saniertes und gemauertes Wartehäuschen, das inmitten einer kleinen, parkähnlichen Grünfläche liegt.

### Haltepunkt Blens
Blens hat seit 1. August 1903 einen Haltepunkt an der Strecke Düren – Heimbach beim Streckenkilometer 25,3, welcher für etwa einen Monat zugleich Endpunkt der Strecke war. Er wurde nach der Übernahme durch die Dürener Kreisbahn 1993 saniert. Bei dem Haltepunkt Blens handelt es sich um den für die Strecke typischen Standardbau.

### Haltepunkt Hausen (b Düren)
Der Bedarfshaltepunkt Hausen (km 26,8) liegt seit 1903 an der Hausener Straße am nördlichen Ortsrand in der Nähe des Campingplatzes. Er wurde nach der Übernahme durch die DKB 1993 saniert. Auch bei diesem Haltepunkt handelt es sich um einen Standardbau der Rurtalbahn.

### Bahnhof Heimbach (Eifel)

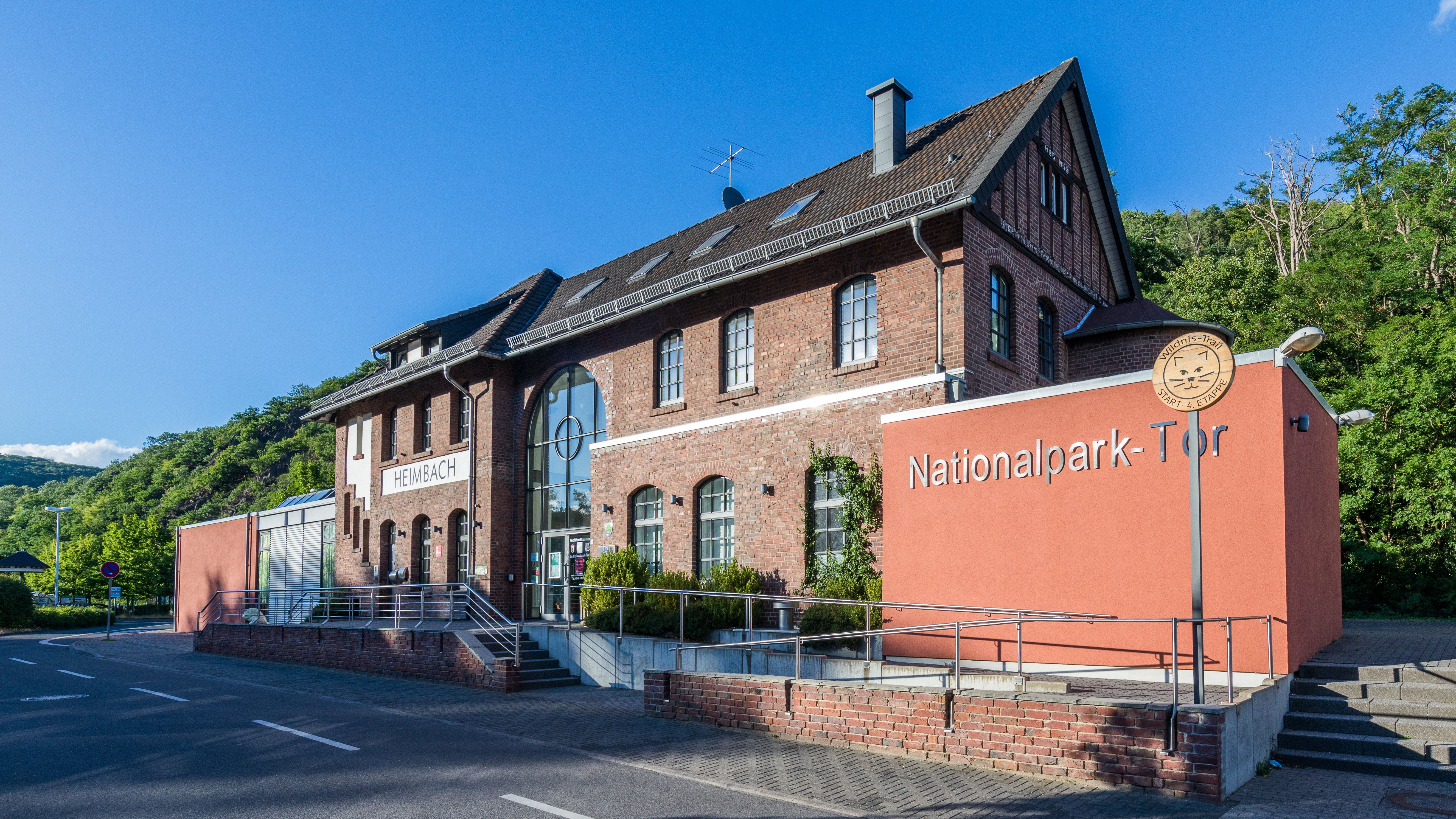
Empfangsgebäude des Bahnhofs Heimbach mit Nationalpark-Tor

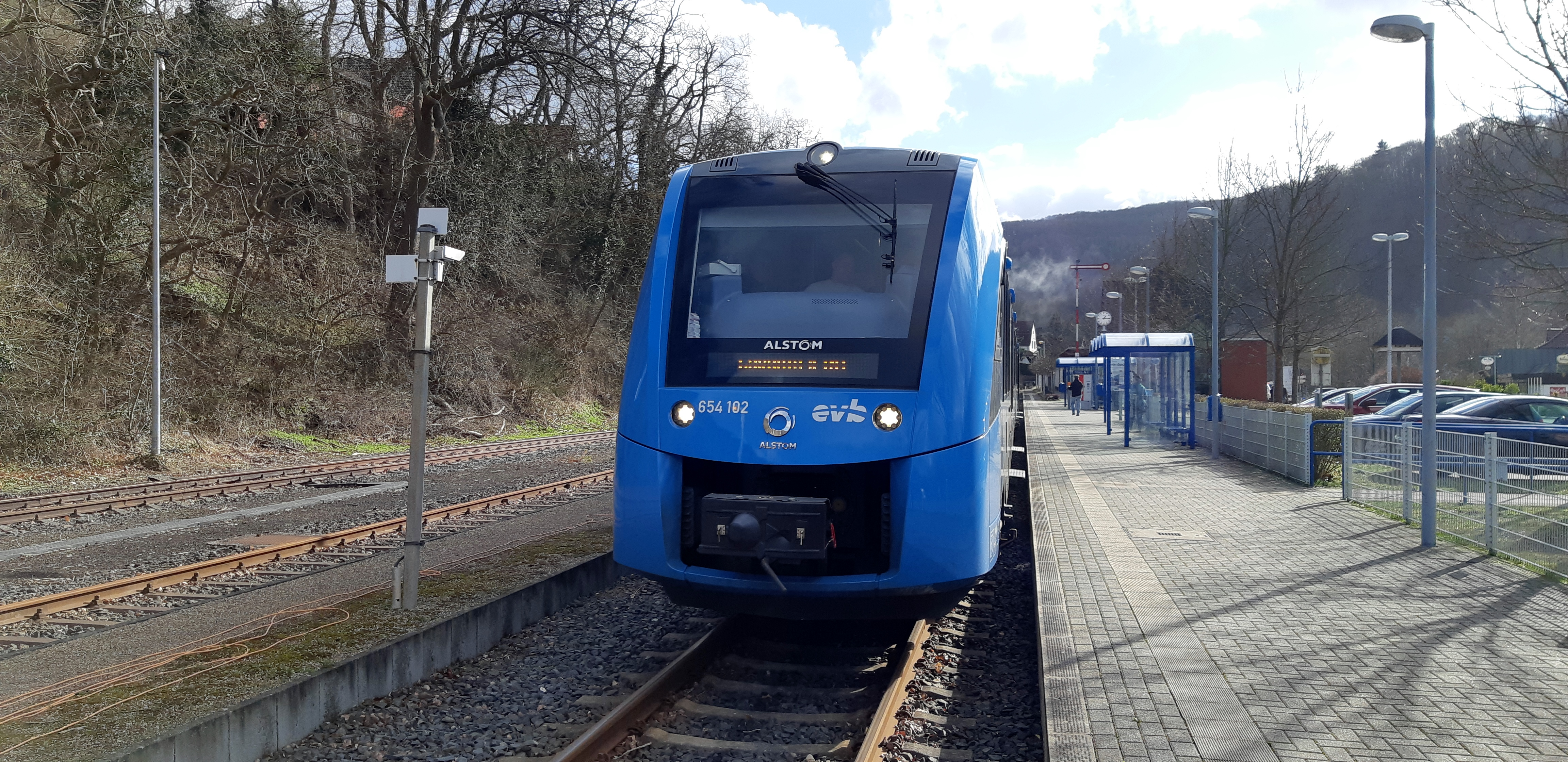
Alstom Coradia iLINT im Bahnhof Heimbach (Eifel) im Februar 2020

Der Bahnhof Heimbach liegt direkt am nördlichen Ortsrand und hat – neben der Funktion einer guten Verknüpfung im Nahverkehr zwischen Linnich, Düren und Heimbach – auch eine touristische Bedeutung als Nationalparktor und Infozentrum für Wanderer und Touristen. Im Empfangsgebäude befand sich seit 2009 die DKB-Zeitreise, ein kleines Museum der Dürener Kreisbahn und Rurtalbahn, dessen Exponate im Juni 2018 an das Stadtmuseum Düren übergingen. Im Zusammenhang mit den 2004/2005 vorgenommenen Umbau- und Sanierungsarbeiten im Bahnhofsgebäude wurde der an das Hauptgebäude angebaute Fachwerkgüterschuppen abgerissen und durch einen modernen Anbau ersetzt.
Der Endpunkt der Rurtalbahn liegt direkt am früheren Empfangsgebäude am Streckenkilometer 30,0. Auch dieser weist die üblichen Warte- und Schutzhäuschen der Rurtalbahn auf. Im Laufe der Zeit wurden von den früher sechs Bahnhofsgleisen die drei Gleise an Güterschuppen, Laderampe und Ladestraße abgebaut. Die Bahnsteige in Heimbach sind jedoch im Gegensatz zu den meisten anderen Stationen der Strecke auch heute noch lang genug für Sonderzüge, so gelangten beispielsweise Ende der 1990er Jahre regelmäßig die Züge der Dampfbahn Rur-Wurm-Inde (DRWI) sowie am 13./14. September 2008 der historische Rheingold-Zug samt Aussichtswagen bis Heimbach.

## Bedienung
Die Strecke wird im Schienenpersonennahverkehr täglich im Stundentakt von der Linie RB 21 (Rurtalbahn) durch Züge von Düren nach Heimbach genutzt. Wochentags tagsüber verkehren Züge bis Untermaubach im Halbstundentakt.
| Linie | Linienverlauf | Takt                                                                      |
| ----- | --- | ------------------------------------------------------------------------- |
| RB 21 | Rurtalbahn: Düren – Annakirmesplatz – Kuhbrücke – Lendersdorf – Renkerstr/Krankenhaus – Tuchmühle – Kreuzau – Kreuzau, Eifelstraße – Üdingen – Untermaubach-Schlagstein – Obermaubach – Zerkall – Nideggen-Brück – Abenden – Blens – Hausen – Heimbach (Eifel) Stand: Fahrplanwechsel Dezember 2021 | 30 min / 60 min (SVZ) (Düren–Untermaubach) 60 min (Untermaubach–Heimbach) |

## Trivia

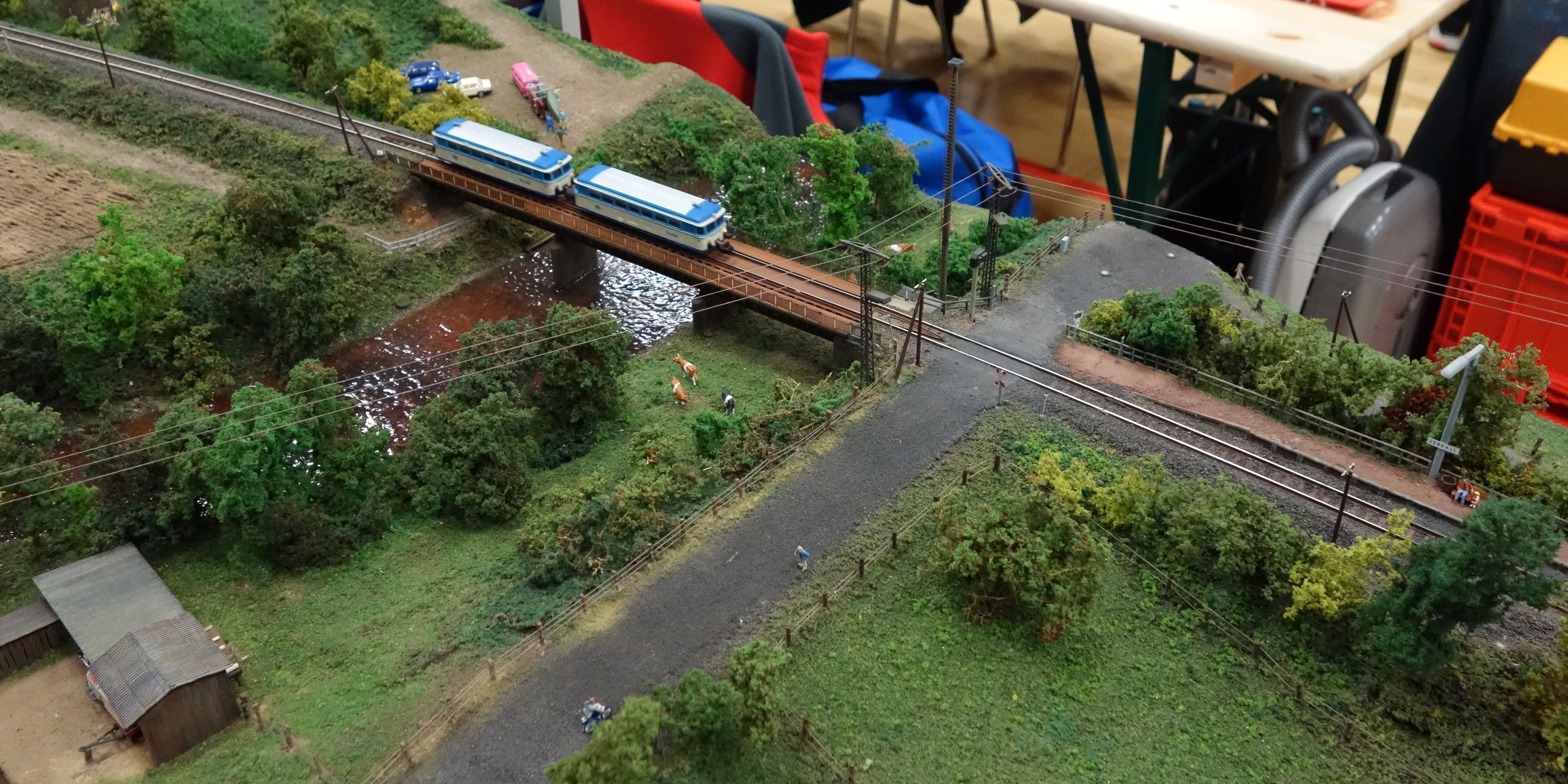
Modell des Haltepunkts Zerkall, ausgestellt in Bonn am 30. März 2014

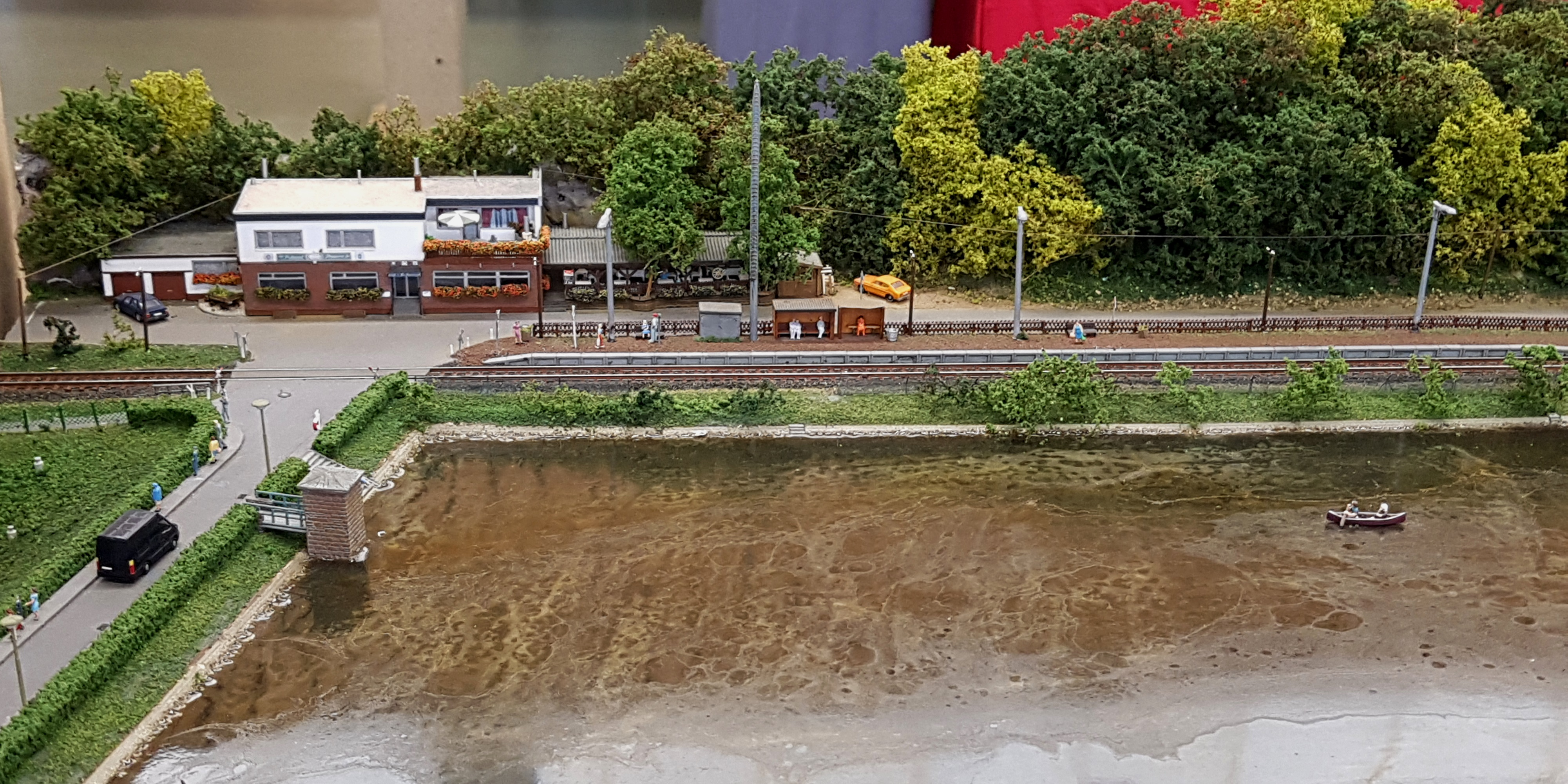
Haltepunkt Obermaubach als Modell, ausgestellt in Linnich-Tetz am 7. Oktober 2018

Ein stark an der landschaftlichen Realität orientiertes Modell der Strecke, welches die markantesten Stellen und Stationen von Lendersdorf bis Heimbach im Zustand ungefähr zur DKB-Übernahme 1993 darstellt, hat der inzwischen in der Modelleisenbahn-Gemeinschaft Kerpen-Düren e. V. aufgegangene Verein Modellbahnfreunde Düren im Maßstab 1:160 (Nenngröße N) als Modulanlage erbaut. Diese Module werden des Öfteren öffentlich ausgestellt und mit Modellbahnzügen befahren, deren Vorbilder tatsächlich auf der Strecke zum Einsatz kamen.